# 鲁特斯海姆
鲁特斯海姆（德語：Rutesheim，發音：[ˈʁuːtəsˌhaɪm] ⓘ）是德国巴登-符腾堡州斯图加特行政区伯布林根县的城市，面积16.22平方千米，2023年12月31日人口为11,194人。